# Kašava
Kašava (in tedesco Kaschawa) è un comune della Repubblica Ceca facente parte del distretto di Zlín, nella regione di Zlín.